# Damien Howson
Damien Howson (født 13. august 1992 i Adelaide) er en cykelrytter fra Australien, der er på kontrakt hos Q36.5 Pro Cycling Team.